# Bulbophyllum falciferum
Bulbophyllum falciferum är en orkidéart som beskrevs av Johannes Jacobus Smith. Bulbophyllum falciferum ingår i släktet Bulbophyllum och familjen orkidéer. Inga underarter finns listade i Catalogue of Life.